# Dismorphiinae
Dismorphiinae este o subfamilie de fluturi din familia Pieridae. Este formată din aproximativ 100 de specii grupate pe 7 genuri, care sunt răspândite în general în regiunea neotropică, iar numai o specie se întâlnește în America de Nord și un singur gen, Leptidea, în regiunea palearctică.

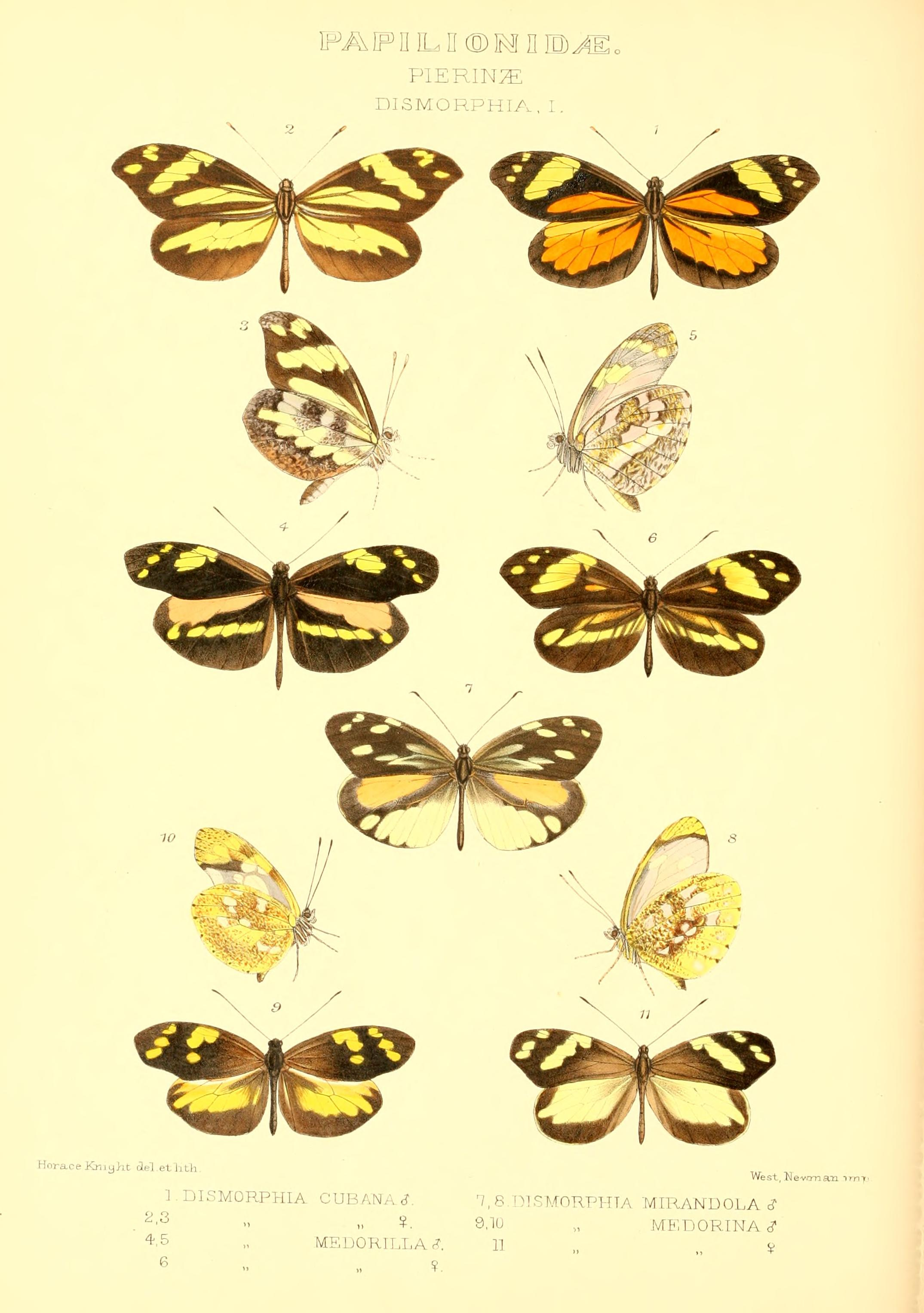
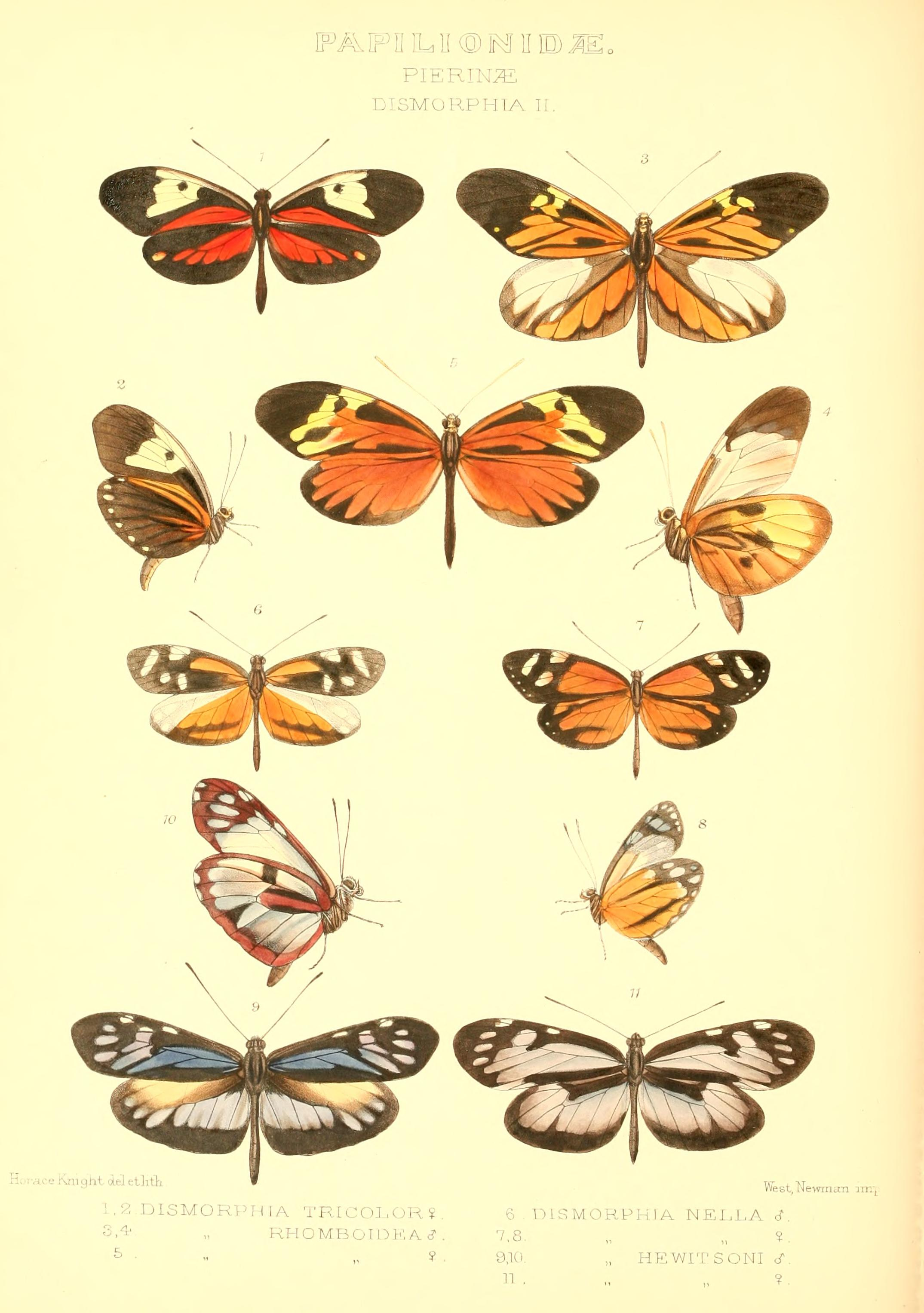
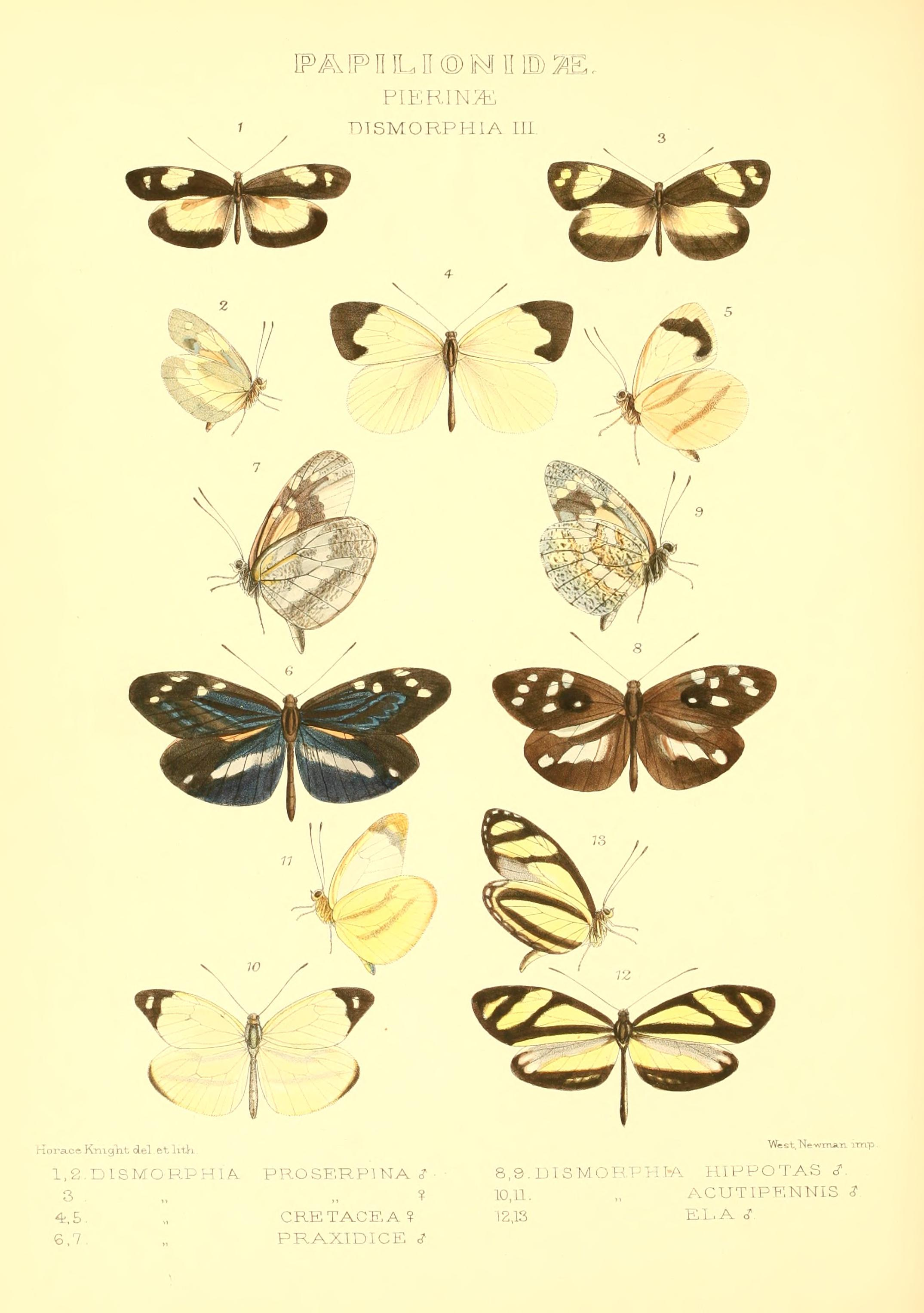

## Genuri
- Dismorphia Hübner, 1816
- Enantia Hübner, [1819]
- Lieinix Gray, 1832
- Leptidea Billberg, 1820
- Moschoneura Butler, 1870
- Patia Klots, 1933
- Pseudopieris Godman & Salvin, [1890]